# یوزفوو (گمینا کودرانب)
یوزفوو (به لهستانی:  Józefów) یک روستا در لهستان است که در گمینا کودرانب واقع شده‌است.